# Святой Себастьян (картины Мантеньи)
«Святой Себастьян» (итал. San Sebastiano) — картины выдающегося живописца раннего итальянского Возрождения, представителя падуанской школы живописи Андреа Мантеньи, изображающие святого Себастьяна. С перерывами в несколько лет Мантенья написал три картины с изображением Святого Себастьяна: в 1456—1459 годах (в собрании Музея истории искусств в Вене), в 1480 году (в парижском Лувре) и в 1490 году (Галерея Франкетти в Ка-д’Оро, Венеция).

## История создания
Христианский святой мученик Себастьян за свою веру, согласно преданию, был пронзён стрелами лучников по приказу римского императора Диоклетиана. Себастьяна почитали в Италии как защитника от чумы (считалось, что зараза передаётся с воздухом, в данном случае — посредством стрел, но Себастьян по легенде после пытки остался жив). Падуанский художник творил в период частых эпидемий. Более того, во время своего долгого пребывания в Мантуе (Ломбардия) Мантенья жил недалеко от церкви Сан-Себастьяно, посвящённой святому. Было высказано предположение, что первая картина на эту тему была написана после того, как Мантенья вылечился от чумы в Падуе в 1456—1457 годах, по-видимому, по заказу городского подесты, чтобы отпраздновать окончание эпидемии.
- Святой Себастьян. 1456–1459.  Дерево, темпера. 68 х 30 см. Музей истории искусств, Вена
- Святой Себастьян. 1480. Холст, темпера, масло. 255 х 140 см. Лувр, Париж
- Святой Себастьян. 1490.  Холст, масло. 210 х 91 см. Ка-д’Оро, Венеция

## Стиль
Отличительной особенностью творчества Мантеньи является экспрессивная, жёсткая, почти графичная манера живописи. Индивидуальный стиль Андреа Мантеньи складывался на севере Италии, в Ломбардии. Художник увлекался древнеримской историей, археологией, геометрией, архитектурой и поэзией. «Его идеалом были сильные и жестокие герои Древнего Рима, такие, какими их описал Тит Ливий. Мантенья сам себя назвал „первым римским живописцем“, имея в виду, вероятно, именно это своё понимание „возрождения античности“».
С 1460 года Мантенья был придворным художником в Мантуе. Работая по заказу мантуанского герцога Лудовико III Гонзага, Мантенья продемонстрировал мужественный, экспрессивный «римский стиль». Он полюбил сильные ракурсы, низкий горизонт, который придавал ещё большую монументальность изображаемым фигурам и архитектуре, мощную светотеневую «лепку» объёмов, подчёркивающие эпический характер изображаемых им сцен римской истории. Таковы его знаменитые картоны «Триумф Цезаря» (1485—1492), которые Мантенья выполнил, подражая рельефам древнеримских триумфальных арок.
Он достигал драматизма напряжённостью лиц, изображением страдающей, изувеченной материи, например, обломков античной архитектуры. И в этом смысле телесность его героев мало отличалась от материальности архитектурных памятников. Не случайно в изображении Мантеньи человеческая плоть напоминает камень. Это было отчасти языческое, отчасти христианское возвращение к особой средневековой телесности (в 1457 году живописец предстал перед судом за «художественную неадекватность», поскольку на фреске «Вознесение Мадонны» поместил только восемь апостолов). При этом он соблюдал удивительную точность «археологического» воспроизведения деталей древнеримской архитектуры. После Мантеньи такой подход к изображению стали называть «падуанским стилем». Мантенья будто не замечал новых, гуманистических тенденций итальянского Возрождения, оставаясь «язычником» в своих художественных пристрастиях. В последние годы он ещё более заострил свою оригинальную манеру, совсем отбросив красочность, и стал писать почти монохромно. От этого его Святой Себастьян кажется изваянным из мрамора. Как и Боэций в философии, Мантенья стал «последним римлянином» в изобразительном искусстве.

## Картина Венского музея
Удивительно, но картина Мантеньи «Святой Себастьян» из венского Музея истории искусств, которая производит истинно монументальное впечатление — самая маленькая по размеру (всего 68 × 30 cм). Мученик Себастьян изображён не привязанным к столбу на Марсовом поле, как описано в истории святого, а прислонённым (только одна верёвка виднеется в нижней части картины) к руинированной, но всё равно роскошной древнеримской триумфальной арке, тончайшим образом прорисованной по всем правилам архитектурных обмеров. В этом видят влияние его современника, архитектора и теоретика Л. Б. Альберти. Так же точно, с пристрастием исследователя Мантенья изобразил орнамент несущих пилонов арки, обломки рельефов и статуй. Фигура святого кажется высеченной из мрамора и сливается с руинами арки наподобие римской статуи.
В верхнем левом углу картины, в рисунке облака угадывается изображение всадника. Эту деталь, согласно одной из версий, интерпретируют в качестве образа Сатурна, отождествляемого с древнегреческим Кроносом (Временем), пожирающим своих детей; в неоплатонической философии — образ исчезающего времени, «золотого века» древности, оставившего о себе лишь воспоминания. По концепции Эудженио Баттисти, изображение всадника навеяно текстом Откровения Иоанна Богослова. Один из «Четырёх всадников Апокалиписа» восседает на «коне бледном», имя ему смерть, «и дана ему власть над четвёртою частью земли — умерщвлять мечом и голодом» (Откр. 6: 8) — интерпретируется как образ эпидемии, кары Божьей. Скалистая тропа, ведущая в гору, по которой поднимаются путники, является скрытой метафорой трудностей жизненного пути, достижения Небесного Иерусалима: укреплённого города, изображённого на вершине горы на дальнем плане картины.
По третьей версии фигура всадника — реминисценция барельефа «Охота Теодориха» XII века с портала базилики Сан-Дзено Маджоре в Вероне. Надпись греческими буквами по вертикали по правую сторону от фигуры Святого Себастьяна — подпись художника.

## «Святой Себастьян» из Лувра
«Святой Себастьян Эгеперский» (Le Saint Sébastien d’Aigueperse) вначале был частью алтаря базилики Сан-Дзено Маджоре в Вероне. В конце XVII — начале XVIII века картина находилась в церкви Сент-Шапель-де-Эгеперс, в Оверни во Франции. Это объясняется тем, что картина была частью приданого, по иной версии специально написана в 1480 году к свадьбе Кьяры Гонзага, дочери Федерико I Мантуанского, вышедшей замуж за Жильбера де Бурбона, графа Монпансье, дофина Оверни, в 1481 году. Произведение Мантеньи было передано в дар церкви Эгеперс в Оверни, построенной в 1475 году Людовиком I де Бурбоном. В 1910 году было приобретено Лувром в Париже.
В отличие от других вариантов композиции художник изобразил в правом нижнем углу картины полуфигуры двух римских лучников. Необычного вида город на скале, на дальнем плане также интерпретируют как образ «Небесного града» — Нового Иерусалима.

## «Святой Себастьян Венецианский»
Третий вариант образа Святого Себастьяна был создан художником позднее двух других, в 1490 году (другая датировка 1506 год). Поздняя датировка основывается на сходстве живописной манеры картины с картонами «Триумф Цезаря», над которыми Мантенья работал с 1486 года до конца жизни. Об этом говорит, в частности, живописное обрамление, стилизованное под мрамор. Картина оставалась в мастерской художника после его смерти в 1506 году. В первой половине XVI века работа находилась в доме Пьетро Бембо в Падуе. Через наследников кардинала Бембо в 1810 году картину приобрёл анатом и хирург Антонио Скарпа для своей коллекции в Павии. После его смерти в 1832 году картина была унаследована его братом, а затем племянником в Мотта-ди-Ливенца (Тревизо), где оставалась до 1893 года, когда была приобретена бароном Джорджо Франкетти, который доставил её Венецию в 1916 году и поместил в своё палаццо на Гранд-канале. Ныне картина экспонируется в отдельном зале в Галерее Франкетти в Ка-д’Оро, в Венеции.
Венецианский вариант значительно отличается от предыдущих композиций, он демонстрирует ярко выраженный пессимизм. Картина лишена повествовательных деталей. Грандиозная, измученная фигура святого изображена на нейтральном сером фоне. Намерения художника объясняются надписью на бандероли, закрученной вокруг потухающей свечи в правом нижнем углу картины. Здесь на латыни написано: «Nihil nisi divinum stabile est.caetera fumus» (Ничто не постоянно, кроме божественного. Остальное — дым). Обычно тема быстротечности жизни не связывалась с изображениями Себастьяна. В этом смысле картина, возможно, свидетельствует о глубоко личных переживаниях художника. Буква «М», образованная пересекающимися стрелами у ног святого, может означать: Morte («Смерть») или Mantegna (Мантенья).